# Delbus
Die Delbus GmbH & Co. KG ist seit 1978 das öffentliche Busverkehrsunternehmen der Stadt Delmenhorst. Bis dahin war der Omnibusverkehr der Stadt von der Firma Stadtomnibusbetrieb Alfred Sager durchgeführt worden.
Mit sieben Stadtbuslinien werden von der Delbus GmbH jährlich etwa 4 Mio. Fahrgäste befördert. Das Unternehmen ist vollständig in den Verkehrsverbund Bremen-Niedersachsen (VBN) integriert.
Der Geschäftsführer der Delbus GmbH & Co. KG ist Carsten Hoffmann.
Am 13. Dezember 2015 wurde die Linie 204 um die Haltestelle Arkenau ergänzt.